# 黑腹刺尾蜂鸟
黑腹刺尾蜂鸟（学名：Discosura langsdorffi），是雨燕目蜂鸟科的一种鸟类。
黑腹刺尾蜂鸟体重约2.8克，翼长约35.2毫米，嘴峰长约17.6毫米，喙宽度约1.7毫米，喙厚度约1.7毫米，跗蹠长约5.3毫米，尾长约66.6毫米。黑腹刺尾蜂鸟在其分布区内为留鸟，其栖息在密集的高大树木组成的森林中，食性为草食性，主要食物来源是植物的花蜜。

## 亚种
- ：分布于哥伦比亚东南部至委内瑞拉南部、厄瓜多尔东部、秘鲁东部和巴西西部。
- ：分布于巴西东部（巴伊亚州、圣埃斯皮里图州和里约热内卢）。[4]